# 宇宙暴脹

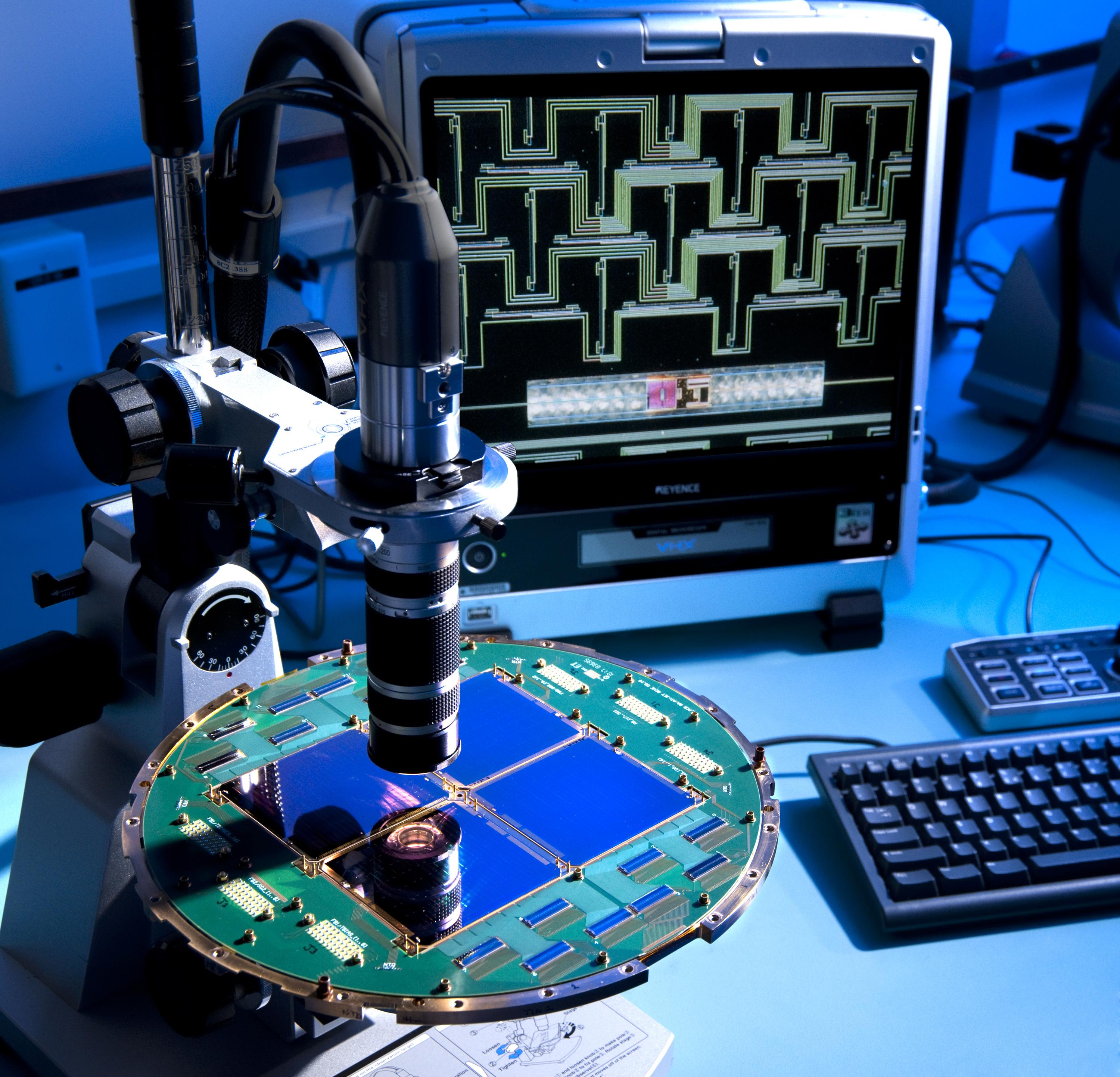
BICEP2射電望遠鏡有可能發現了大爆炸後早期宇宙所產生的重力波的證據。

在物理宇宙學中，宇宙暴脹（英語：cosmic inflation），簡稱暴脹（英語：inflation），是早期宇宙的一種空間膨脹呈加速度狀態的過程。:198:9
暴脹時期在大爆炸後10−36秒開始，持續到大爆炸後10−33至10−32秒之間。暴脹之後，宇宙繼續膨脹，但速度則低得多。
「暴脹」一詞可以指有關暴脹的假說、暴脹理論或者暴脹時期。這一假說以及「暴脹」一詞，最早於1980年由美國物理學家阿蘭·古斯提出。
在微觀暴脹時期的量子漲落，經過暴脹放大至宇宙級大小，成為宇宙結構成長的種子，這解釋了宇宙宏觀結構的形成。很多宇宙學者認為，暴脹解釋了一些尚未有合理答案的難題：為什麼宇宙在各個方向都顯得相同，即各向同性，為甚麼宇宙微波背景輻射會那麼均勻分佈，為甚麼宇宙空間是那麼平坦，為甚麼觀測不到任何磁單極子？
雖然造成暴脹的詳細粒子物理學機制還沒有被發現，但是基本繪景所作出了多項預測已經被觀測所證實。導致暴脹的假想粒子稱為暴脹子，其伴隨的場稱為暴脹場。
2014年3月17日，BICEP2科學家團隊宣佈在B模功率譜中可能探測到暴脹所產生的重力波。這為暴脹理論提供了強烈的證據，對於標準宇宙學來說是一項重要的發現 。可是，BICEP2團隊於同年6月19日在《物理評論快報》發佈的論文承認，觀測到的信號可能大部分是由銀河系塵埃的前景效應造成的，對於這結果的正確性持保留態度。必需要等到十月份普朗克衛星數據分析結果發佈之後，才可做定論。9月19日，在對普朗克衛星數據進行分析後，普朗克團隊發佈報告指出，銀河系內塵埃也可能會造成這樣的宇宙信號，但是並沒有排除測量到有意義的宇宙信號的可能性。
除了暴脹理論之外，還有非標準宇宙學理論，包括前大爆炸理論和旋量時空理論等。

## 概述

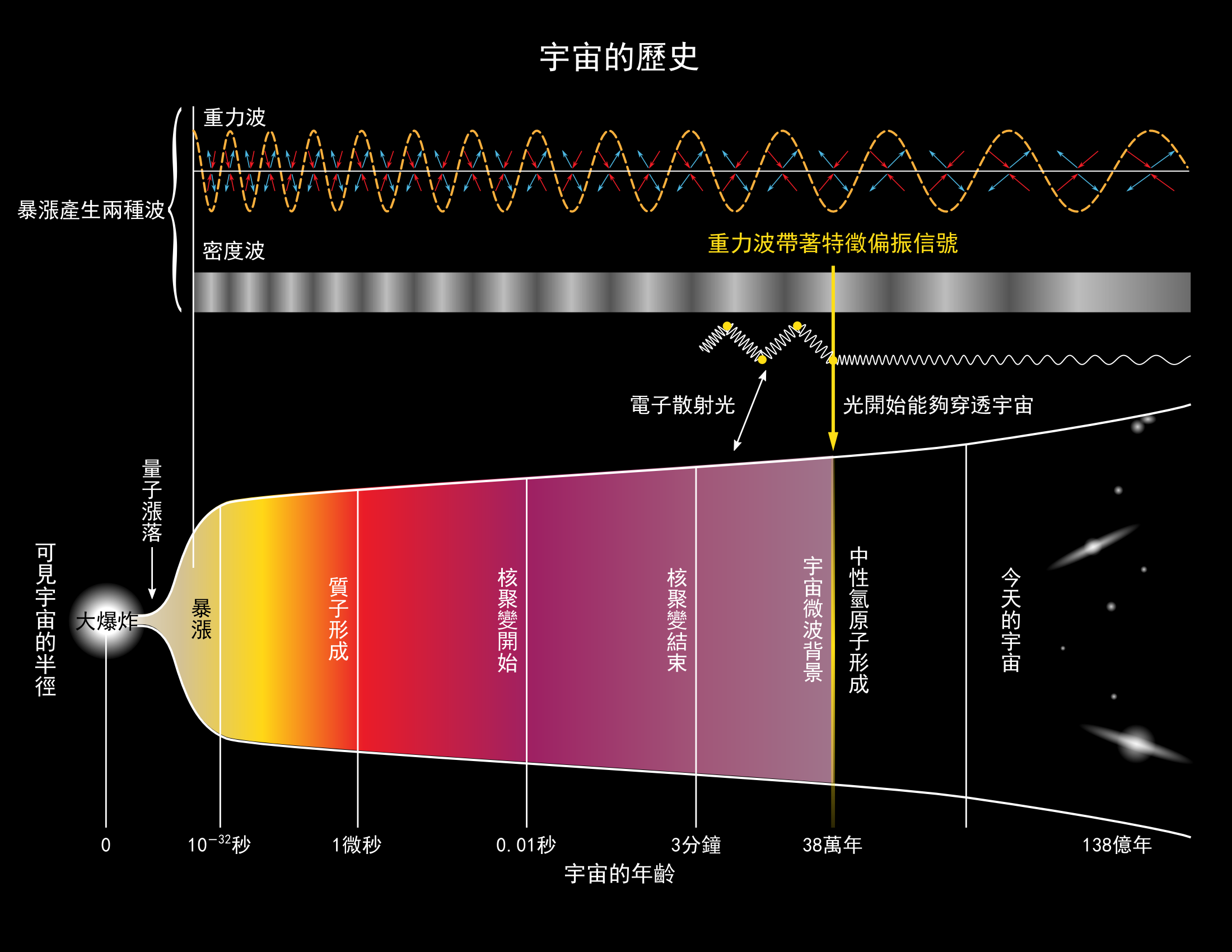
宇宙的歷史。根據推測，大爆炸剛發生後的超光速暴脹過程產生了重力波。

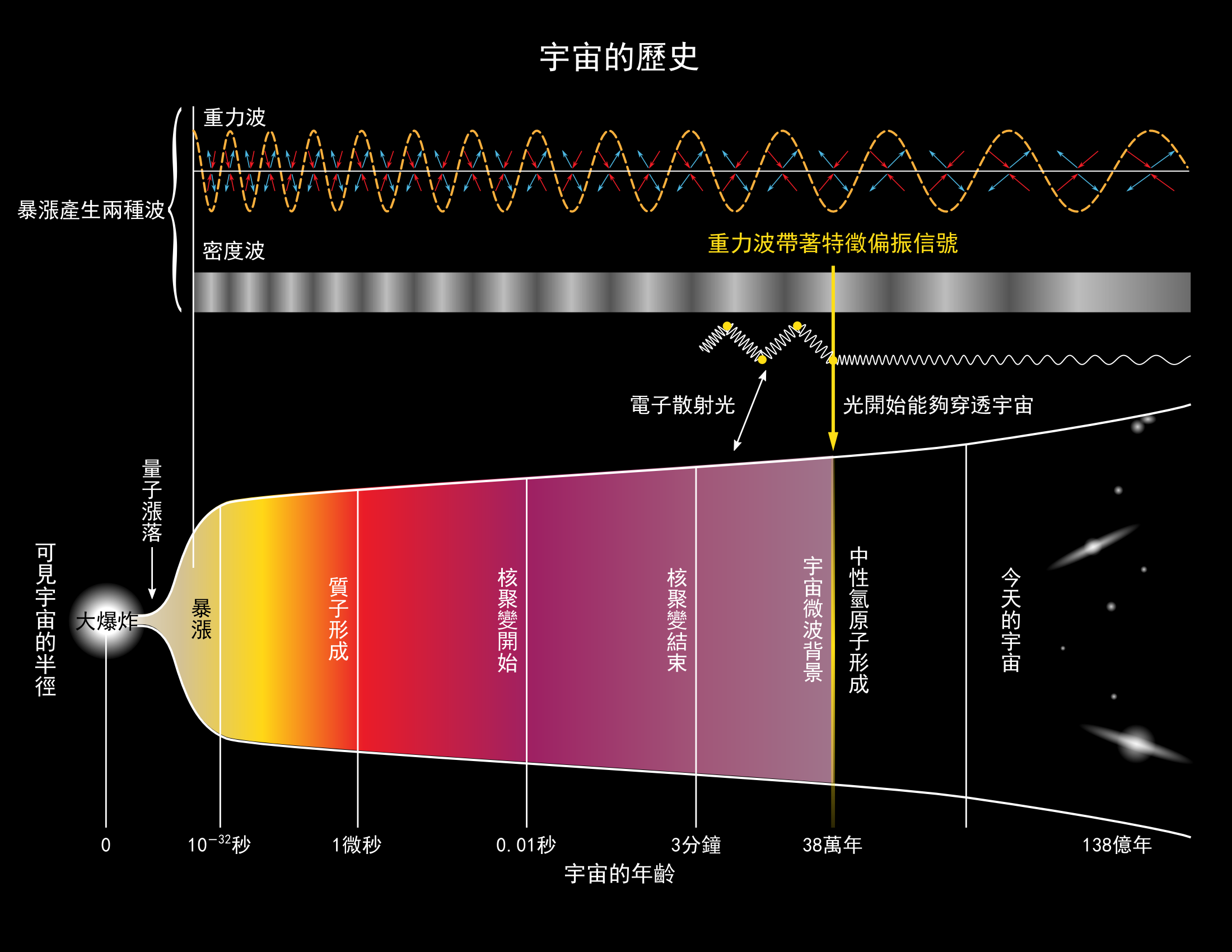
宇宙的历史。根据推测，大爆炸刚发生后的超光速暴脹过程产生了引力波。

在一個膨脹的宇宙中，兩個區域相隔越遠，兩者間的空間就膨脹得越快。非常遙遠的光線（或任何輻射）因此無法到達觀測者，這就產生了宇宙視界：觀測者只能看到視界以內，而非視界以外的物質和輻射。這就像地球彎曲所形成的地平線一樣。
從地球上觀測到的可見宇宙只是更大的整體宇宙的一小部份，但其他的「不可見宇宙」區域與我們之間尚未有信息的傳達。這些不可見的區域位於宇宙視界之外。在缺乏暴脹的標準大爆炸模型中，宇宙視界不斷向外擴張，使新的區域落入到可觀測範圍之內。然而當某觀測者第一次看到這些區域時，卻會發現彼此相距遙遠的區域卻極為相似：背景輻射具有幾乎相同的溫度，時空曲率的演化也近乎相同。這帶出了一個難題：在從未「溝通」過的情況下，兩個從未有過因果聯繫的區域如何達到如此接近的溫度和曲率？（參見超光速#天文學與宇宙學。）
暴脹理論就旨在解決這一問題。理論假定，宇宙的所有區域都來自同一個早期階段，這一階段具有很高的真空能量，也就是宇宙常數。在擁有宇宙常數的宇宙中，視界並不向外擴張，而是維持不動，任何觀測者離視界的距離都是相同的。這時，空間指數膨脹，使兩個十分接近的觀測者極迅速地遠離對方；其速度之快，使兩者馬上超出了對方的可觀測範圍。
當暴脹逐漸衰弱時，宇宙常數趨向於零，空間開始正常膨脹。這一正常膨脹階段內落入到視界以內的空間區域正正是曾經因暴脹而超出視界的區域。由於這些區域曾經十分接近，所以都具有相同的溫度和曲率。
暴脹理論可以解釋為甚麼相隔遙遠的區域具有幾乎相同的溫度和曲率。它預測在任一時刻的總空間曲率為零，意味著宇宙中的普通物質、暗物質以及殘餘的真空能量之總和必須是臨界質量。現有的觀測證據強烈支持這種說法。物理學家利用暴脹理論，還可以計算出暴脹階段的量子漲落在宇宙各區域所造成的細微溫度差異，這同樣經過了觀測的驗證。

### 空間的膨脹
空間指數膨脹，就是說兩個慣性觀測者之間的距離以越來越快的速度加大。在一個觀測者的靜態參考系中，暴脹中的宇宙區域具有以下的極座標度規：
{\displaystyle ds^{2}=-(1-\Lambda r^{2})\,dt^{2}+{1 \over 1-\Lambda r^{2}}\,dr^{2}+r^{2}\,d\Omega ^{2}}。
這就像內外倒轉的黑洞度規——它的{\displaystyle dt}部份在一個固定半徑的球體上具有根，這一球體就是宇宙視界。在{\displaystyle r=0}時，物質朝著宇宙視界遠離觀測者，並在有限原時內跨越視界。這會撫平所有不均勻處，就像黑洞視界上的不均勻處和物質都會落入黑洞並消失。
由於時空度規並沒有明確的時間關係，所以當觀測者跨越了宇宙視界之後，更接近的觀測者就會取代其原先的位置。空間中較近的點會不斷取代較遠的點，這種「向外跌出」視界的過程就是時空的指數膨脹。
這種穩態指數膨脹的時空稱為德西特空間。要維持該狀態，必須要有宇宙常數，即在空間各處都和{\displaystyle \Lambda }成正比的真空能量。這種情況下的狀態方程為{\displaystyle p=-\rho }。物理條件從一個時刻到下一個時刻是穩定的：膨脹的速率（即哈勃參數）幾乎恒定，而宇宙的比例係數則和{\displaystyle e^{Ht}}成正比。暴脹有時也被稱為加速膨脹階段，因為兩個慣性觀測者間的距離指數加大（即以不斷加快的速度互相遠離），{\displaystyle \Lambda }可以幾乎保持不變。

### 消除不均勻處
宇宙暴脹的一個重要作用就是消除不均勻性、各向異性和降低空間的曲率。這使宇宙趨向於一種非常簡單的狀態：它完全由宇宙常數的來源——暴脹場主導，且暴脹場的量子漲落是唯一重要的不均勻性。暴脹還能夠降低大質量奇異粒子的數量，例如粒子物理學標準模型的不少衍生理論所預測存在的磁單極子。如果宇宙只在暴脹期之前具有足夠溫度形成這些粒子的話，暴脹就會使它們的密度降到很低的程度，以致在今天的可見宇宙範圍內實際並不存在。綜合起來，這些效應可被稱作暴脹「無毛定理」，與黑洞無毛定理相似。
無毛定理之所以在此適用，是因為宇宙視界和黑洞視界實際上沒有差別，而唯一的不同就只在於「視界的另一端存在著甚麼」這種哲學上的問題。無毛定理意味著宇宙（包括可見和不可見宇宙）在暴脹階段以極為巨大的比例膨脹。當宇宙膨脹時，能量密度整體上會隨著容積的增加而降低。普通「冷」物質的密度和容積成反比，能量密度和容積的三次方成反比，輻射能量則和容積的四次方成反比。在暴脹過程中，暴脹場的能量密度大致不變；而不均勻性、各向異性、曲率以及各種奇異粒子的數量密度則會降低，連同光子的數量密度都會降低，並在足夠的暴脹之後降低到可以忽略的程度。結果產生的，是一個空蕩、平坦、對稱的宇宙。:202-207

### 重要條件
暴脹的一個重要條件是，它必須持續時間足夠長，這樣今天的整個可見宇宙都是從單個哈勃體積暴脹而來的。必須要符合這一條件，宇宙才會在最大尺度上顯得具有平坦性、同質均勻性和各向同性。一般認為，宇宙要在暴脹階段以超過1026的比例膨脹，才能符合此條件。

### 再加熱
暴脹是一個過冷膨脹階段，期間宇宙的溫度降低了100,000倍。（實際降溫程度在不同模型之間具有差異，在最早期的模型中一般從1027 K降至1022 K。）暴脹期間溫度都保持在相對低溫的狀態。當暴脹結束後，溫度再恢復到暴脹前的水平，這一過程稱為「再加熱」或「熱化」。這是因為暴脹場所具有的巨大勢能衰變成各種粒子，使宇宙充滿標準模型粒子。這包括電磁輻射，因而展開了輻射主導時期。由於科學家仍未了解暴脹的性質，所以對這一過程所知甚少，但一般認為是通過參量震盪機制進行的。

## 動機
暴脹能夠解決人們於1970年代在大爆炸宇宙學中所發現的若干個疑點和難題。阿蘭·古斯最先發現暴脹時，正在研究今天的宇宙為何不存在磁單極子這一問題。他發現，根據廣義相對論，帶有正能量的假真空會造成空間的指數膨脹。科學家很快認識到這種膨脹能解決諸多長期未有結論的理論難題。這些難題源自宇宙的「微調問題」：要使宇宙發展成今天的狀態，其大爆炸時的初始條件必須取極為精確的一組數值，似乎這些數值是經「微調」而得的。暴脹過程使宇宙以動態的方式自然達到這一特殊狀態，使我們的宇宙在大爆炸理論中存在的機率大大提高。

### 視界問題
視界問題，即在宇宙學原理的前提下，宇宙為何會顯得具有同質均勻性和各向同性。以一個盛滿氣體的盒子為例，這些氣體粒子要經過足夠的時間進行相互作用，才會逐漸去除不均勻處和不對稱處，達致同質均勻性和各向同性，也就是熱平衡。然而在一個缺乏暴脹過程的宇宙中，兩個相隔遙遠的區域還沒有機會彼此「接觸」對方，卻仍然具有相同的溫度（已達致熱平衡）。這種接觸需要信息的傳遞，而傳遞速度不能超過光速，因此這一情況成了所謂標準大爆炸模型的一大難題。暴脹理論可以解決這個難題。在歷史上，曾有提出過兩項解決方案：喬治·勒梅特的「鳳凰宇宙論」和理察·托勒曼的相關的震盪宇宙論，以及查爾斯·米斯納（Charles Misner）的Mixmaster宇宙論。勒梅特和托爾曼提出，一個重複收縮、膨脹的宇宙可以達致所需的熱平衡。這一理論卻並不成功，因為在經過多個縮放週期之後，熵會不斷遞增。米斯納的理論（最終亦不正確）提出的是所謂的Mixmaster機制，這使宇宙「更加混亂」，但在統計上則具有同質均勻性和各向同性。

### 平坦性問題
另一項問題是平坦性問題。這問題有時被稱為兩個迪克巧合中的一個，另一個迪克巧合為宇宙常數問題。一個宇宙的宏觀幾何可以是雙曲幾何（開放宇宙）、球面幾何（閉合宇宙）以及處於兩者之間的歐幾里得幾何（平坦宇宙），而這是由宇宙的物質密度所決定的。我們的宇宙中物質的密度非常接近平坦宇宙所需的臨界密度。
因此，無論宇宙的形狀是甚麼，空間曲率對宇宙膨脹的貢獻不會比物質的貢獻大太多。但是隨著宇宙不斷膨脹，曲率的紅移比物質和輻射的紅移更慢。如此向過去推算，就會造成一個微調問題，因為曲率對宇宙的貢獻必須極小（例如，它比太初核合成時的輻射密度低16個數量級）。:364-365從宇宙微波背景取得的觀測數據驗證了宇宙是平坦的，誤差值在百分之十以內，這使得平坦性問題更加顯著。

### 磁單極子問題
磁單極子問題涉及到大爆炸理論與大統一理論，有時也被稱為「奇異遺蹟問題」（exotic-relics problem）。大統一理論提出，假設早期宇宙的溫度超過大統一溫度（大約為1028 K），則電磁力、強核力和弱核力會統一成為「大統一力」。由於宇宙膨脹，溫度會持續降低，當溫度低於大統一溫度時，會發生自發對稱性破缺，電弱力與強核力的物理性質開始變得不同，因此出現相變。這現象類似水與冰之間的相變，當水的溫度低於冰點時，會出現相變，水會變為冰；在相變之前，水分子具有旋轉對稱性，在相變之後，冰晶體變得具有各向異性，對稱性被自發性打破。:195-198
由於對稱性被打破而產生的相變，通常會造成「拓撲缺陷」。對於冰晶體的形成，由於幾個形核位置所生長出的冰晶體具有不同方向的對稱軸，因此會產生二維拓撲缺陷，稱為疇壁。大統一理論預測，大統一相變會產生一種零維的類點拓撲缺陷，其物理性質就如同磁單極子。大統一理論預測，大統一相變不但會產生這種磁單極子，由於極為穩定，這種磁單極子還會存留至今，甚至還可能成為宇宙的主要成份。然而，今天的宇宙並沒有充斥著磁單極子，科學家甚至從沒有發現過任何磁單極子，這為宇宙中磁單極子的密度值設下了很低的上限。
在磁單極子形成之後，如果發生一段暴脹期，這一問題就可以被解決：宇宙的迅速暴脹會使磁單極子互相遠離，這有可能使密度值降低多個數量級。然而有宇宙學家卻對此表示懷疑，如馬丁·里斯所說：「對於懷疑奇異物理學的人來說，一個用來解釋假想粒子不存在的理論性原因可能並沒有多麼了不起。用來預防不存在的疾病的藥物當然是百分之百有效的！」

## 歷史

### 前論
在廣義相對論發展早期，阿爾伯特·愛因斯坦為了允許靜態宇宙成為愛因斯坦場方程的其中一個解，加入了所謂的宇宙常數；靜態宇宙是一個具有均勻物質密度的三維球體。稍後威廉·德西特發現了方程的另一個解，這個解是一個只具有非零宇宙常數，不具有物質、輻射，以指數膨脹的宇宙。人們其後發現，愛因斯坦的靜態宇宙是個不穩定的解，即便是很小的擾动，都會使它最終崩潰為大擠壓或演變為德西特宇宙（de Sitter cosmos）。
1970年代初，雅可夫·澤爾多維奇發現大爆炸宇宙學含有嚴重的平坦性問題和視界問題。此前的宇宙學理論都只是在哲學基礎上假設宇宙的對稱性。在蘇聯，這一發現以及其他的考量促使弗拉迪米爾·別林斯基（Vladimir Belinski）和伊薩克·哈拉特尼科夫分析廣義相對論中的混沌BKL奇點（BKL singularity）。米斯納的攪拌大師宇宙（mixmaster universe）嘗試利用這一混沌行為解決宇宙學上的難題，但只能取得有限成功。
1970年代末，西德尼·科爾曼利用亞歷山大·泊里雅科夫等人合作發展的瞬子（instanton）方法，研究了量子場論中假真空（false vacuum）的終結狀況。正如統計力學中的亞穩態（例如低於冰點或高於沸點的液態水），量子場需要集結具有新的相態的真空泡沫，且泡沫要足夠大，才會發生整體相變。科爾曼算出了可能性最大的真空衰變途徑，以及每單位體積的逆壽命。他的結論是，引力效應將非常顯著，但他並沒有具體計算這些效應，也沒有把結果應用於宇宙學。
蘇聯的阿列克谢·斯塔罗宾斯基認為，廣義相對論的量子修正在早期宇宙中應該非常重要；通常，這會導致對愛因斯坦-希爾伯特作用量的平方曲率修正項，以及某種形式的f(R)修正引力（f(R) modified gravity）。如果存在平方曲率項，且曲率足夠大，則愛因斯坦場方程的解就會產生一個有效宇宙常數。因此他提出，早期宇宙經歷了一段德西特時期，也就是暴脹時期。這就解決了宇宙學的一些難題，並提供了有關對微波背景輻射的修正值的確切預測，這些預測值在不久後就被詳細地計算出來。
1978年，澤爾多維奇注意到了磁單極子問題，這是視界問題的一個明確的定量版本。由於該難題涉及到粒子物理學中較為活躍的範疇，因此促使了一些科學家嘗試解決。1980年，阿蘭·古斯發現早期宇宙的假真空衰變能夠解決這一問題，所以他提出了由純量驅動的暴脹機制。斯塔羅賓斯基和古斯的模型都預測了早期的德西特時期，兩者僅在具體的機制上有差別。

### 早期暴脹模型
根據安德烈·林德，最早的暴脹理論由艾拉斯特·格林納（Erast Gliner）於1965年提出，但理論並未獲得廣泛重視。1980年，阿蘭·古斯又獨立提出了暴脹機制，以解釋為甚麼宇宙中不存在磁單極子。同時，斯塔羅賓斯基認為對於引力的量子修正可以將指數膨脹的德西特階段代替宇宙的太初奇點。1980年10月，德莫斯忒內斯·卡扎納斯（Demosthenes Kazanas）提出，指數膨脹可以消除粒子視界，甚至有可能解決視界問題；佐藤勝彥也提出，指數膨脹可以消除弦理論中的疇壁（另一種奇異遺蹟）。1981年，馬丁·愛因霍恩（Martin Einhorn）和佐藤勝彥發表了一個與古斯相似的模型，並論證了該模型可以解決大統一理論中充斥著磁單極子的問題。他們得出的結論和古斯的相似：這種模型不但需要各個宇宙學常數的微調，而且很可能會引致「顆粒狀」的宇宙，即泡沫壁碰撞所造成的宏觀密度差異。

哈勃半徑實際大小（實線）作為宇宙膨脹比例係數的函數。在宇宙暴脹過程中，哈勃半徑維持不變。圖中也顯示微擾模式（虛線）的實際波長。從圖可見，微擾模式在暴脹階段超出了視界，然後當視界在輻射主導階段迅速膨脹時，微擾模式再落入到視界之內。如果宇宙暴脹從未發生過，輻射主導階段一直延續到引力奇點，那麼在早期宇宙中，微擾模式就一直都處於視界以內，從未超出過。這樣因果機制就無法產生在微擾模式尺度上的同質均勻性。

古斯提出，當早期宇宙溫度下降時，它正處於一個具有高能量密度的假真空當中，而假真空與宇宙常數的效應十分相似。極早期宇宙在降溫的時候，它處於一種亞穩態（過冷狀態）。要從該狀態衰變出來，必須經過量子穿隧所造成的宇宙泡成核過程。真真空泡沫在假真空背景中自發形成，並迅速開始以光速膨脹。古斯意識到這一模型的問題：其再加熱過程並不正確。當宇宙泡成核時，它並沒有產生任何輻射；輻射只是在泡沫壁碰撞時才會產生。但為了解決初始條件問題，暴脹持續的時間必須足夠長，這時泡沫碰撞的機率就已經降到很低的程度。這樣的宇宙就不會充斥著輻射。

### 慢滾暴脹
安德烈·林德以及安德烈斯·阿爾布雷希特和保羅·斯泰恩哈特分別獨立找到了泡沫碰撞問題的解決方案。這一模型被稱為「新暴脹」或「慢滾暴脹」（slow-roll inflation），而古斯的模型則被稱為「舊暴脹」。新暴脹模型中，從假真空狀態衰變出來的機制不再是量子穿隧，而是一個純量場滾下勢能峰。如果純量場以相對宇宙膨脹慢許多的速度滾下勢能峰，暴脹就會發生。一旦勢能峰變得更陡峭，暴脹就會結束，再加熱過程就會開始。

### 不對稱性的影響
最終人們發現，暴脹並不會產生完全對稱的宇宙，暴脹場中會形成細小的量子漲落。這些漲落成了日後所有宇宙結構的萌芽。在分析斯塔羅賓斯基模型的過程中，蘇聯的維亞切斯拉夫·穆哈諾夫（Viatcheslav Mukhanov）和G·V·奇比索夫（G. V. Chibisov）首次計算了這些漲落。劍橋大學為期三個星期的「1982年納菲爾德極早期宇宙研討會」（1982 Nuffield Workshop on the Very Early Universe）也單獨計算出了這一量子漲落。研討會上共有四組科學家分別進行計算：史蒂芬·霍金；斯塔羅賓斯基；古斯和皮瑞英；以及詹姆斯·M·巴丁、保罗·斯泰恩哈特和米高·特納。

## 觀測研究近況
宇宙學原理是物理宇宙學標準模型的基礎，而宇宙暴脹正是實現宇宙學原理的一個機制。它能夠解釋可見宇宙宏觀上的同質均勻性和各向同性。另外，它解釋了空間的平坦性以及為甚麼不存在磁單極子。自從古斯早期的工作開始，這些觀測都得到了進一步的驗證，其中最為成功的包括威爾金森微波各向異性探測器（WMAP）所測量的宇宙微波背景數據。這些分析都顯示，宇宙的平坦性精確至百分之十以內，且同質均勻性和各向同性準確至一萬分之一。
暴脹理論預測，暴脹階段早期的量子漲落放大之後，經過引力坍縮，形成了今天宇宙中所有的結構。具體來說，微擾譜是一種近尺度不變的高斯隨機場，稱為哈里森-澤爾多維奇譜（Harrison–Zel'dovich spectrum）。它非常特定，只有兩個自由參數：譜的振幅以及譜指數。譜指數測量的是暴脹理論所預測的偏離尺度不變性的程度（理想化的德西特宇宙具有完全尺度不變性）。暴脹預測，觀測到的微擾應該達到熱平衡狀態（這種微擾稱為絕熱或等熵微擾）。WMAP衛星、其他宇宙微波背景實驗以及星系巡天（特別是史隆數位巡天）的觀測數據已經證實了這種微擾結構。這些實驗證實，在已觀測的不均勻性中，有一萬分之一與理論預測的完全吻合。另外也有證據顯示微擾的確不是完全尺度不變的。完全尺度不變的譜的譜指數ns等於1，而最簡單的暴脹模型則預測該數值在0.92和0.98之間。從WMAP取得的數據可以推算，ns = 0.963 ± 0.012，也就是從完全尺度不變性偏離了兩個標準偏差（2σ）。這為暴脹理論提供了重要的證據。
其他的暴脹理論所作出的預測截然不同，但一般它們所需要的微調都過多。暴脹模型的一大優點在於，它只需要兩個可調節的參數，就可以詳細預測宇宙的初始條件。這兩個參數分別為譜指數（可動值域很小）和微擾的振幅。除了一些特設的模型以外，無論暴脹的粒子物理學原理是甚麼，它都具有這樣高的預測能力。
觀測數據有時候似乎與簡單的暴脹模型相抵觸。例如，WMAP的首年數據指出，微擾譜可能不具有尺度不變性，而是有少許的彎曲。不過，第三年數據則顯示，這只是統計上的異常現象。宇宙背景探測者衛星又帶來了另一項問題：宇宙微波背景的四極矩振幅比預期低很多，且其他的低多極矩似乎偏向和黃道對齊。某些學者稱這是非高斯分佈的跡象，因此與最簡單的暴脹模型相駁；另一些學者則指出，這可能是一種新的物理現象，或是前景干擾的結果，甚至可能是出版偏倚所造成的。
通過高精度測量宇宙微波背景輻射的偏振中所謂的B模，可以研究暴脹所產生的引力輻射，也可以驗證簡單暴脹模型所預測的暴脹能量量級（1015至1016 GeV）。2014年3月，科學家宣佈一項在南極進行的實驗得出的結果顯示，微波背景輻射偏振中的B模與暴脹模型的預測吻合。普朗克衛星也將進行觀測，以驗證這項結果。另外，對21公分線（宇宙最早恒星開始發光之前中性氫所發射及吸收的輻射）進行觀測，可能可以得出比宇宙微波背景和星系巡天更高解析度的功率譜。不過這些觀測有可能會被地球周圍的信號所干擾。

## 理論研究近況
在古斯早先提出的理論裏，他認為暴脹場就是希格斯場，也就是解釋基本粒子為甚麼具有質量的場。今天，一些學者認為暴脹場不可能是希格斯場，但由於希格斯玻色子已在2013年被確定發現，關於希格斯場就是暴脹場的研究變得更為熱門。其它暴脹模型則依賴大統一理論的一些屬性。由於最簡單的大統一模型已經失敗，所以現在不少物理學家都認為，暴脹將會被納入在某種超對稱理論當中，例如弦理論和超對稱大統一理論。目前來說，雖然暴脹可以詳細預測早期高溫宇宙的初始條件，但是其有關粒子的模型卻有特設的情況。因此，暴脹的預測雖與觀測檢驗的結果相符，暴脹理論仍有很多疑點尚未能找到答案。

### 微調問題
暴脹理論的最大問題之一，是它某程度上須要初始條件的微調。在新暴脹模型中，宇宙必須符合「慢滾條件」才會發生暴脹。慢滾條件要求暴脹勢必須足夠的平緩傾斜（相對於巨大的真空能量），且暴脹勢必須足夠大（足夠成為主要貢獻因素）。因此要有足夠平緩傾斜的暴脹勢和足夠大的暴脹勢，林德、阿爾布雷希特和斯泰恩哈特的新暴脹理論才有可能成功。:202-207
安德烈·林德提出的混沌暴脹理論指出，暴脹所需的條件實際上是非常普遍的，幾乎所有擁有混沌高能初始狀態且純量場具有無界勢能的宇宙都會符合這些條件。但是，該模型中的暴脹場必須取比普朗克單位更高的值，所以有時也被稱作「大場」模型；與之對立的是其他的「小場」模型，其中暴脹的能量量級可以小許多。如此一來，有效場論的預測就不會成立，因為重整化過程會造成較大的修正，並避免暴脹的發生。這一問題仍未得到解決，一些宇宙學家認為小場理論才是更好的暴脹理論。雖然量子場論（以及量子重力的半經典近似）對暴脹有很重要的意義，但兩者間還沒有很好地互相兼容。有關原始重力波的BICEP2實驗數據和林德的模型相符。
罗伯特·布兰登贝格尔在另一項微調問題上做出過評論。暴脹時形成的原始不均勻性的振幅與暴脹尺度有直接的聯繫。這一尺度很可能在1016 GeV，即普朗克能量的10−3倍。如果把普朗克尺度看做是自然尺度，那麼這樣小的數值也可算作一種微調問題，即所謂的級列問題。純量場所給出的能量密度比普朗克密度低10−12倍。因為暴脹的尺度自然也是規範作用統一的尺度，所以這一般不被認為是一個嚴重的問題。

### 永恆暴脹
在許多暴脹理論中，宇宙的暴脹期至少在某些區域會無休止地進行下去。這是因為暴脹中的區域以極快的速度膨脹，並自我複製。除非衰減到非暴脹狀態的速率足夠快，新的暴脹區域的生成速度會比非暴脹區域快，使得整個宇宙在任意時刻的大部份容積都在進行暴脹。所有永恆暴脹模型都會生成無限多重宇宙，通常為碎形。
在經典物理學的角度來看，新的暴脹過程就是滾向更低的勢，但量子漲落有時可以將它帶回到原先的程度。在這些暴脹場向上波動的區域裡，空間的膨脹速度比暴脹勢較低的區域快得多，所以在體積上佔據絕大部份。這種穩態稱為「永恆暴脹」，最早由亚历山大·维连金提出。許多物理學家都認為，這樣的穩態不可能向過去永久地延伸下去。暴脹的時空與德西特空間相似，它必須包含收縮的區域。但和德西特空間不同的是，暴脹空間收縮部份中的波動會坍縮成一個引力奇點，即密度無限大的一個點。所以有必要發展一個有關宇宙初始條件的理論。安德烈·林德則認為暴脹有可能向過去永久延伸。
在永恆暴脹模型中，暴脹中的區域的大小指數增大，而其他區域則不會指數膨脹。這意味著，和宇宙中暴脹已經停止的區域相比，暴脹中的區域永遠都大到不可思議的程度，儘管任何暴脹前的觀測者都會看到暴脹最終的結束。對於如何為這一假想的人擇地景（anthropic landscape）指定概率分佈，科學家尚未有定論。不同區域的概率如果以體積來算，暴脹就不會終止；如果再加上人擇原理作為邊界條件，暴脹就應該持續很長的時間才終止。某些物理學家相信，只要以觀測者在暴脹之前的體積加權，就可解決這一悖論。

### 初始條件
為了避免初始條件問題，一些物理學家提出了一個沒有起源的永恆暴脹宇宙模型。該模型主張，宇宙在其最大尺度上指數膨脹，且空間無論在過去、現在和將來都無限大，時間也沒有開始或終結。
其他的理論提倡以量子宇宙學和緊接著的暴脹過程來解釋宇宙如何從絕對虛無中形成。維蘭金提出了這樣的一種模型。詹姆斯·哈妥和史蒂芬·霍金提出了「宇宙無邊界」假說：暴脹在宇宙形成早期自然產生。
阿蘭·古斯把暴脹宇宙稱為「終極免費午餐」：與我們的宇宙相似的新宇宙在浩大的暴脹背景中持續產生。這種情況下，引力相互作用可繞過而不違反熱力學第一定律（能量守恆）和熱力學第二定律（有關熵和時間箭頭）。然而，雖然物理學家普遍認同這能夠解決初始條件問題，但有些人持相反觀點，並指出宇宙作為量子漲落產物的可能性大得多。唐·佩奇就是因為這種怪異的情況而對暴脹取批判的立場。他強調，熱力學上的時間箭頭意味著初始條件必須具有很低的熵，因此可能性極低。暴脹理論不但沒有解決此問題，它反而使問題更加嚴重——暴脹期結束時的再加熱過程會使熵提高，所以宇宙初始條件的可能性必須更加低。這種問題比沒有暴脹的大爆炸模型更為顯著。
另一方面，安德烈亚斯·阿尔布雷克特和洛倫佐·索爾波（Lorenzo Sorbo）則認為，相對於沒有暴脹的宇宙，從預先存在狀態隨機量子漲落所產生的宇宙擁有高得多的概率，因為暴脹宇宙所需的起始非引力能量比無暴脹宇宙的低很多，而這遠遠勝過所有熵的效應。
另一項問題是所謂的跨普朗克問題，或稱跨普朗克效應。因為暴脹時的能量尺度與普朗克尺度相近，所以形成今天的宇宙結構的某些量子漲落在暴脹前比普朗克長度還要小。因此在理論上須考慮到普朗克尺度上的修正，特別是未知的量子引力理論。科學家在這一效應是否達到可被探測的大小這一問題上還沒有取得共識。

### 混合暴脹
另一種暴脹是所謂的「混合暴脹」（hybrid inflation），它是新暴脹的一種延伸理論。混合暴脹論加入了額外的純量場，這樣當其中一個純量場推動普通的慢滾暴脹時，其他的純量場就會促使暴脹的結束。當暴脹持續足夠長的時間，第二個場就會趨於衰變成更低的能態。
在混合暴脹時，一個純量場會產生大部份的能量密度（這控制膨脹速率），另一個則與慢滾有關（這控制暴脹時長和如何終結）。因此前一個暴脹場的波動不會影響暴脹的結束，反之後一個場的波動也不會影響膨脹速率。這意味著混合暴脹不會永恆地進行下去。當第二個（控制慢滾的）暴脹場到達暴脹勢的底部時，它會改變第一個暴脹場的暴脹勢的最低值，繼而使暴脹場快速滾下暴脹勢，促使暴脹的結束。

### 與膜宇宙學的關係
通量緊化的發現使暴脹能夠和弦理論互相兼容。一個稱為「膜暴脹」的理論提出，暴脹是D膜在緊化幾何中運動的產物，通常這種運動朝向一疊反D膜。這一理論受狄拉克-玻恩-英費爾德作用控制，並且和普通的暴脹十分不同。理論學家並不完全了解這種運動的性質。暴脹是弦論地景中兩種真空之間穿隧的結果，這有可能需要特殊條件。兩種真空間的穿隧是舊暴脹的一種，新暴脹則須要以某種別的機制來進行。

### 與迴圈量子重力的關係
迴圈量子重力理論為宇宙暴脹提供了一個可能的機制。迴圈量子重力假設時空是量子化的。如果宇宙的能量密度高於量子化時空所能維持的程度，它就會「反彈」回來。

## 其他替代理論
愛因斯坦-嘉當-夏瑪-基博爾重力理論可以自然解決宇宙的平坦性問題和視界問題，而不需要假設奇異物質形態的存在或加入自由參數。在這一理論中，極高密度時費米子物質會有十分顯著的自旋-自旋相互作用。這種相互作用可以避免大爆炸奇點的出現，取而代之的是在比例係數非零時出現的一個尖點，在此之前宇宙是收縮的。在這樣大反彈後的迅速膨脹可以解釋現今宇宙的平坦性、同質均勻性和各向同性。當宇宙密度開始降低，它也隨即進入輻射主導時期。
暴脹以外的一些模型可以解釋一些暴脹理論範圍以內的觀測結果，但這些模型的解釋能力都沒有暴脹寬廣，甚至需要暴脹才能完全與觀測相符。它們只能看作是暴脹的附屬理論，而不是替代理論。
弦理論要求在三個可觀測的空間維度以外，還存在其他捲曲起來或緊化的維度（參見卡魯扎-克萊因理論）。額外維度在超引力模型和其他量子引力理論中是十分常見的。問題是，為甚麼只有四個時空維度是「大」的，而其他的維度都小到不能被觀測到的程度？罗伯特·布兰登贝格尔和卡姆朗·瓦法所提出的「弦氣體宇宙學」就旨在回答這一問題。該模型把早期宇宙看作是由弦組成的高溫氣體。布蘭登伯格和瓦法證明，繞著一個時空維度的弦要有效地互相殲滅，這個維度才可以擴展開來。每條弦都是個一維物體，而兩條弦一般情況下會互相橫截（並殲滅）的最高維度為三維。所以，已擴展的空間維度應有三個。目前和這一模型相關的工作主要針對它是否能夠穩定緊緻維度（捲曲的維度）的大小，並產生正確的原始密度微擾譜。然而，該模型「未能解決標準宇宙學的熵問題和平坦性問題......它也無法解釋為甚麼現今宇宙的高平坦性。」
火宇宙理論（ekpyrotic universe）和循環模型也可以當作是暴脹的附屬理論。這些模型提出，大爆炸「之前」曾有一段膨脹期，並在收縮至大擠壓的過程中產生所需的原始密度微擾譜，從而解釋視界問題。宇宙經過大擠壓，再反彈出來，這就是熱大爆炸階段。如此看來，這一模型類似於理查德·托爾曼的震盪宇宙論。不過與托爾曼的模型不同的是，這些模型中宇宙的總年齡可以是無限的。它們能否產生正確的密度微擾譜，宇宙是否能夠成功經過大擠壓、大爆炸的反彈過程，仍然是帶爭議的議題和持續進行的研究課題。根據火宇宙理論，只要大擠壓、大爆炸轉變時期的溫度低於大統一量級，就可以避免磁單極子問題，因為磁單極子就是在這個溫度量級產生的。雖然沒有證據顯示宇宙的膨脹正在減慢，但是根據這些理論，每個膨脹、收縮週期長度預計為在一兆年（一萬億年）的量級。
光速可變理論是另一個附屬理論。讓-皮耶爾·培帝（Jean-Pierre Petit）於1988年，约翰·莫法特於1992年以及安德烈亚斯·阿尔布雷克特和若昂·马盖若於1999年分別提出了光速可變模型。理論中不存在超光速的暴脹階段，而是過去的光速比今天要高60個量級。這可以解決早期宇宙視界和均勻性上的問題。

## 批評
暴脹理論自從1980年由阿蘭·古斯提出以來，已獲得了廣泛的接受，但不少物理學家、數學家和哲學家對其持相反的論調。1999年，哲學家約翰·厄爾曼（John Earman）和赫蘇斯·莫斯德林（Jesús Mosterín）發表了一篇批判暴脹宇宙學的論文，指「我們認為暫且沒有充分的理由把任何暴脹模型納入到宇宙學的標準核心當中。」
羅傑·潘洛斯從1986年起主張，暴脹自身必須要有極為特殊的初始條件，所以它並不能解決初始條件問題：「人們認為，早期宇宙的均勻性是熱化過程所引致的，而這從根本上就是一種謬誤。[...]如果熱化真的能做得了甚麼，[...]那它就意味著熵的提升。因此，宇宙在熱化前比熱化後更加特殊。」換言之，初始條件的「微調」問題不但沒有解決，甚至還更加嚴重。
另一項批評所針對的，是暴脹所需的暴脹場並不對應於任何已知的場，且勢能曲線似乎可以與幾乎任何的觀測數據相吻合，即缺乏可否證性。暴脹宇宙學的創始人之一保羅·斯泰恩哈特也提出了批評的聲音。他把結果和觀測不符的加速膨脹階段稱為「壞暴脹」，並把和觀測相符的膨脹稱為「好暴脹」。「不但壞暴脹比好暴脹更有可能，而且沒有暴脹的宇宙比兩者可能性更大......潘洛斯考慮了暴脹場和引力場的所有可能組態，其中一些會引致暴脹......另一些則直接產生均勻、平坦的宇宙，無需暴脹。整體來說形成平坦宇宙的可能性很低，但潘洛斯令人驚訝的結論是，不經暴脹產生平坦宇宙比經過暴脹的可能性大得多——大整整10的古戈爾次方倍！」

## 書目
- Guth, Alan. . Perseus. 1997. ISBN 0-201-32840-2.
- Hawking, Stephen. . Bantam. 1998. ISBN 0-553-38016-8.
- Hawking, Stephen; Gary Gibbons, S T C Siklos. . Cambridge University Press. 1983. ISBN 0-521-31677-4.
- Kolb, Edward; Michael Turner. . Addison-Wesley. 1988. ISBN 0-201-11604-9.
- Linde, Andrei. . Chur, Switzerland: Harwood. 1990. ISBN 3-7186-0490-6. arXiv:hep-th/0503203 .
- Linde, Andrei (2005) "Inflation and String Cosmology", eConf C040802 (2004) L024; J. Phys. Conf. Ser. 24 (2005) 151–60; arXiv:hep-th/0503195 v1 2005-03-24.
- Liddle, Andrew; David Lyth. . Cambridge. 2000. ISBN 0-521-57598-2.
- Lyth, David H.; Riotto, Antonio. . Phys. Rept. 1999, 314 (1–2): 1–146  [2020-10-06]. Bibcode:1999PhR...314....1L. arXiv:hep-ph/9807278 . doi:10.1016/S0370-1573(98)00128-8. （原始内容存档于2012-12-12）.
- Mukhanov, Viatcheslav. . Cambridge University Press. 2005. ISBN 0-521-56398-4.
- Vilenkin, Alex. . Hill and Wang. 2006. ISBN 0-8090-9523-8.
- Peebles, P. J. E. . Princeton University Press. 1993. ISBN 0-691-01933-9.

## 外部連結
- Was Cosmic Inflation The 'Bang' Of The Big Bang?（页面存档备份，存于）（宇宙暴脹是大爆炸的那個「爆炸」嗎？1997年阿蘭·古斯著）
- 2004年更新消息（Andrew Liddle著）（英文）
- hep-ph/0309238 Laura Covi: Status of observational cosmology and inflation（页面存档备份，存于）（宇宙學觀測和暴脹的目前情況）（英文）
- hep-th/0311040 David H. Lyth: Which is the best inflation model?（页面存档备份，存于）（哪個暴脹模型才是最優勝的？）（英文）
- The Growth of Inflation Symmetry（2004年12月）（英文）
- 古斯記載最早有關暴脹思想的記錄簿（英文）
- WMAP為宇宙暴脹提供強烈證據，2006年3月（英文）
- 2006年3月有關WMAP的NASA新聞稿（页面存档备份，存于）（英文）